# Laphria galathei
Laphria galathei là một loài ruồi trong họ Asilidae. Laphria galathei được Costa miêu tả năm 1857.